# Chiang Kai-shek
Chiang Kai-shek (xinès tradicional: 蔣介石, xinès simplificat: 蒋介石, pinyin: Jiǎng Jièshí) (Xikou, Zhejiang, Xina, 31 d'octubre de 1887 - Taipei, Taiwan, 5 d'abril de 1975) fou un militar i estadista xinès. Va succeir Sun Yat-sen com a líder del Partit Nacionalista Xinès Guomindang, i fou el líder màxim, sota diversos càrrecs, de la República de la Xina establerta a Nanjing el 1927. Després de la derrota dels nacionalistes enfront dels comunistes el 1949, es va refugiar amb el seu govern a l'illa de Taiwan, única província xinesa que mai cauria sota el control comunista. Chiang Kai-shek va governar Taiwan de forma autoritària 47 anys, des del 1949 fins a la seva mort el 1975, quan va ser succeït pel seu fill Chiang Ching-kuo. Ha estat una de les persones que més temps ha governat un estat excloent la reialesa. Durant la seva etapa a Taiwan mai no es va resignar que l'exili seria definitiu. Va mantenir l'esperança que el comunisme acabaria caient, i que la República de la Xina, sota el seu lideratge, reconqueriria la Xina continental.

## Noms
Chiang va utilitzar noms diversos al llarg de la seva vida. Durant la seva etapa a Guangzhou al capdavant de l'Acadèmia Militar Whampoa, utilitzava el nom la transcripció del qual pinyin és Jiǎng Jièshí (xinès tradicional: 蔣介石, xinès simplificat: 蒋介石, Wade-Giles: Chiang Chieh-shih). La forma habitual a Occident "Chiang Kai-shek" correspon a la transcripció que es va fer en aquella època d'aquest nom d'acord amb la seva pronunciació en el dialecte cantonès parlat a Guangzhou. Chiang Kai-shek i Sun Yat-sen són les úniques personalitats històriques xineses els noms de les quals es transcriuen habitualment a Occident en forma cantonesa, i no en mandarí. En el món hispanoparlant, aquest nom ha aparegut en els mitjans escrits amb molta freqüència en la forma errònia Chiang Kai-chek, probablement per influència de l'antiga adaptació francesa Tchiang Kaï-chek.

## Joventut
Chiang Kai-shek va néixer en la localitat de Xikou, districte de Fenghua, en la província de Zhejiang. L'abril de 1906 va intentar ingressar a l'acadèmia militar de Paoting, sense aconseguir-ho en no disposar d'una carta de recomanació del Ministeri de l'exèrcit de la Xina i sembla que va entrar en contacte amb revolucionaris xinesos que estaven actius a Tòquio. Va tornar a la Xina el mes d'octubre i va entrar a la Tongguo lujun sucheng xuetang a Baoding el juny de 1907, aprovant l'examen per estudiar al Japó.
Chiang Kai-shek va tornar al Japó la primavera de 1908, entrant al Tokyo Shinbu Gakko, una escola preparatòria militar per als xinesos al Japó el març del mateix any i l'any 1909 quan es va graduar es va integrar en un regiment d'artilleria de l'Exèrcit Imperial Japonès. El 1911 es va escapar amb Zhang Qun i Chen Xingshu per tornar a la Xina amb motiu de l'aixecament de Wuchang, la insurrecció que va desencadenar el final de la Xina imperial.

## Ascens al poder
Chiang Kai-shek havia format part, al Japó, de la Societat de l'Aliança, que pretenia acabar amb la dinastia Qing i proclamar una república. Després de la proclamació de la República de la Xina, Chiang Kai-shek es va convertir en un estret col·laborador de Sun Yat-sen, i va ser un dels membres fundadors del Guomindang (GMD). El 1923, Sun Yat-sen establix un govern revolucionari en el sud, a la ciutat de Guangzhou. Allí, Chiang dirigirà l'Acadèmia Militar de Whampoa, de la qual sorgirà un exèrcit, l'Exèrcit Nacional Revolucionari. Després de la mort de Sun Yat-sen el 1925, Chiang aconsegueix prendre el poder del GMD, i el 1926 l'Exèrcit Nacional Revolucionari llança l'ofensiva per a conquistar el centre i nord de la Xina. Es van succeint les conquestes del territori, i el gener de 1927, el govern revolucionari del GMD es trasllada a Wuhan. En aquest moment, Chiang, que compta amb el suport dels comunistes de la Unió Soviètica, col·labora amb el Partit Comunista Xinès. Després de la conquesta de Nanjing i Xangai, Chiang trasllada el govern a la ciutat que, d'acord amb la ideologia de Sun Yat-sen, havia de ser la capital de tota Xina: Nanjing. Des d'allí, Chiang inicia una purga de simpatitzants comunistes en el govern i en el GMD. Aquest gir cap a una política d'enfrontament amb els comunistes marcarà els esdeveniments dels següents anys, i finalment conclogué la reunificació xinesa de 1928.

## Chiang, màxim líder de la Xina
Després de la invasió japonesa de la Xina, el govern dirigit per Chiang Kai-shek es replega cap a l'interior del país, establint la capital provisional en Chongqing, ja que Nanjing havia caigut en mans dels japonesos, que van instaurar allí un govern titella sota el comandament de Wang Jingwei. Durant la invasió japonesa, el Guomindang va interrompre la lluita contra el Partit Comunista Xinès, formant un front unit contra els invasors i feu cremar Changsha per evitar la seva caiguda en mans japoneses. Després del final de la Segona Guerra Mundial, els japonesos es retiraren de la Xina, que recupera a més l'illa de Taiwan. En aquest moment, es reprèn l'enfrontament amb els comunistes, dirigits per Mao Zedong.
L'1 de gener de 1947, s'aprova una nova constitució per a la República de la Xina. Al llarg d'aquest any es tria als membres de les diferents càmeres del parlament nacional.
El 27 de febrer de 1947 la indignació entre la població de Taiwan, irritada per la corrupció, la mala gestió de les autoritats de l'illa i els privilegis de la minoria pertanyent a l'ètnia han va provocar una revolta de grans dimensions que va ser reprimida de manera sagnant pel governador general Chen Yi amb nombre de víctimes varien de 10.000 a 30.000 morts. I es commemora el Dia de la Pau en la data del 28 de febrer.
A l'abril de 1948, Chiang Kai-shek assumeix el càrrec de President de la República. El govern del GMD sembla estar afermant el seu control sobre el territori, a pesar de totes les dificultats, però ja el 1946 s'intensifica la lluita amb els comunistes. Contra tot pronòstic, les forces comunistes de l'anomenat Exèrcit Popular d'Alliberament, des de les seves bases de poder en al camp, aconseguiran finalment guanyar aquesta guerra civil. Al llarg de 1949, se succeïren les victòries comunistes. Chiang Kai-shek comença a enviar personal cap al sud per a preparar des d'allí l'ofensiva contra els comunistes. El govern del GMD va haver d'abandonar Nanjing. El 5 de febrer, la capital es trasllada a Guangzhou. El 26 de maig, Chiang es desplaça a Taiwan. Davant l'avanç comunista, va aconseguir que l'1 d'octubre Mao Zedong proclamés la fundació de la República Popular de la Xina, el govern republicà traslladarà la capital provisional de Guangzhou a Chongqing el 15 d'octubre, i finalment a Txengdu el 29 de novembre. Chiang havia tornat al continent des de Taiwan el 14 de novembre, i estaria a Chonqqing i Chengdu intentant resistir la victòria comunista. Finalment, el 8 de desembre, Chiang dona per perduda la Xina continental, i ordena a les seves tropes i als més alts càrrecs del govern que abandonin Chengdu. El 10 de desembre de 1949, Chiang Kai-shek i el seu fill Chiang Ching-kuo volen a Taiwan, des d'on esperaven poder reorganitzar-se per a derrotar els comunistes. Chiang Kai-shek mai no tornaria a trepitjar la Xina continental.

## Govern a Taiwan
Al llarg del 1949 s'establiren a Taiwan nombrosos alts càrrecs i simpatitzants del règim republicà. Al voltant d'un milió i mig de xinesos continentals es van refugiar a Taiwan. Chiang kai-shek va governar Taiwan de forma autoritària. La política econòmica va ser un èxit, i Taiwan va aconseguir unes taxes altíssimes de creixement econòmic. No obstant això, en el pla polític, Chiang, que sempre va veure Taiwan com una estació de pas cap a la reconquesta de la Xina, va imposar una llei marcial que va durar 38 anys i 57 dies, entre el 19 de maig de 1949 i el 15 de juliol de 1987, i un sistema que no tolerava cap mena de dissidència política, i les primeres dècades després que els nacionalistes traslladessin la seu del govern a la província de Taiwan s'associen a l'esforç organitzat per resistir el comunisme conegut com el "terror blanc", durant el qual uns 140.000 taiwanesos van ser empresonats per la seva oposició real o percebuda al Guomindang.
Durant la seva presidència a Taiwan, Chiang va continuar preparant-se per recuperar la Xina continental, l'exèrcit republicà es va preparar per a la invasió del continent i per defensar Taiwan en cas d'atac de les forces comunistes. També es va finançar grups armats a la Xina continental, com els soldats musulmans de l'exèrcit republicà que van quedar a Yunnan sota la direcció de Li Mi, que van continuar lluitant, i en la dècada de 1980 aquestes tropes van ser finalment traslladades a Taiwan. En la dècada de 1950 va promoure a l'uigur Yulbars Khan a governador, i va enviar subministraments als insurgents a Amdo durant la insurrecció islàmica per resistir els comunistes, tot i que el govern ja s'havia evacuat a Taiwan. Va planejar una invasió a la terra ferma el 1962, i finalment va abandonar el projecte el 1971.
Creient que la corrupció i la manca de moral eren les raons clau per les quals el Guomindang va perdre la Xina continental als comunistes, Chiang va intentar purgar la corrupció acomiadant els membres del Guomindang acusats. Algunes figures importants de l'anterior govern de la Xina continental, com ara els seus cunyats Kung Hsiang-hsi i Soong Tse-vung es van exiliar als Estats Units. Tot i que políticament autoritari, el nou estat taiwanès de Chiang també va fomentar el desenvolupament econòmic, especialment en el sector exportador. Una popular llei de reforma agrària popular, i també l'ajuda exterior nord-americana durant la dècada de 1950, van establir les bases de l'èxit econòmic de Taiwan.
Després de la seva mort, va ser succeït pel seu fill Chiang Ching-kuo, qui iniciaria una obertura política limitada.

## Enterrament
El cadàver de Chiang Kai-shek es troba encara avui a l'espera d'un soterrament definitiu, que ell desitjava que se celebrés a la seva localitat natal, a la província xinesa de Zhejiang. La impossibilitat d'un funeral d'Estat en el territori de la República Popular, ha mantingut el cadàver de Chiang en una tomba provisional des de la seva mort el 1975. L'any 2004, davant l'evidència que el soterrament en el continent era gairebé impossible, la vídua del fill de Chiang Kai-shek, Chiang Ching-kuo, va demanar que ambdós, pare i fill, fossin enterrats definitivament a Taiwan. La cerimònia, prevista al principi per a l'any 2005, s'ha ajornat de manera indefinida.